# Udzungwagebergte
Het  Udzungwagebergte ligt in Tanzania, ten zuidoosten van de hoofdstad Dodoma en is een deel van de Eastern Arc Mountains. Het gebergte is bedekt met tropisch regenwoud, bergwoud, grasland en steppen. De hoogste toppen van het gebergte zijn 2579 meter hoog en liggen in de omgeving van Luhombero. Tien procent van het gebergte is beschermd als nationaal park Udzungwa Mountains en het Udzungwa Scarp Forest Reserve.
Het gebied kent een zeer grote biodiversiteit, waaronder een groot aantal endemische soorten (ruim 25% van de gewervelde soorten), zoals de zeldzame en bedreigde vogelsoorten amanihoningzuiger (Hedydipna pallidigaster) en  udzungwabospatrijs (Xenoperdix udzungwensis). 
Verder komen er bijzondere zoogdieren voor waaronder de uhehefranjeaap (Piliocolobus gordonorum), kipuji-aap (Rungwecebus kipunji) en  roodkopmangabey (Cercocebus torquatus) en zeldzame spitmuissoorten zoals Rhynchocyon udzungwensis en Congosorex phillipsorum.